# Lill-Brännträsket
Lill-Brännträsket är en sjö i Piteå kommun i Norrbotten och ingår i Rosåns huvudavrinningsområde. Sjön har en area på 0,129 kvadratkilometer och ligger 102,1 meter över havet. Sjön avvattnas av vattendraget Lillån.

## Delavrinningsområde
Lill-Brännträsket ingår i det delavrinningsområde (728123-176098) som SMHI kallar för Mynnar i Rosån. Medelhöjden är 75 meter över havet och ytan är 39,82 kvadratkilometer. Det finns inga avrinningsområden uppströms utan avrinningsområdet är högsta punkten. Lillån som avvattnar avrinningsområdet har biflödesordning 2, vilket innebär att vattnet flödar genom totalt 2 vattendrag innan det når havet efter 19 kilometer. Avrinningsområdet består mestadels av skog (82 procent). Avrinningsområdet har 1,07 kvadratkilometer vattenytor vilket ger det en sjöprocent på 6,2 procent.